# Dicranomyia mesosternatoides
Dicranomyia mesosternatoides är en tvåvingeart som beskrevs av Alexander 1924. Dicranomyia mesosternatoides ingår i släktet Dicranomyia och familjen småharkrankar. Inga underarter finns listade i Catalogue of Life.